# Fenicydy
Fenicydy (PHO) – rój meteorów aktywny od 28 listopada do 9 grudnia. Jego radiant znajduje się w gwiazdozbiorze Feniksa. Maksimum roju przypada na 6 grudnia, jego aktywność jest nieregularna, a obfitość roju zmienna. Prędkość meteorów z roju wynosi 18 km/s.
Rój ten został zaobserwowany po raz pierwszy 5 grudnia 1956 roku na półkuli południowej. Związany jest z kometą okresową 289P/Blanpain, powstał zapewne w wyniku jej częściowego rozpadu.